# Origen y esencia
Origen y esencia es el sexto álbum de estudio del cantante mexicano de música cristiana Jesús Adrián Romero. Fue lanzado el 30 de octubre de 2019 por Vástago Producciones.
De este álbum, se desprenden tres sencillos: «El anhelo de mi voz», «Una casa vacía» y «Mundo interior», publicando sus respectivas versiones en vivo a través de YouTube. En este álbum, está incluida la participación especial de Reyli Barba.

## Contenido
El contenido de este álbum, como en cada producción de Romero, contiene música con esencia acústica centrada principalmente en narrar las emociones del cantante respecto a su vida cristiana y general. Se destaca un estilo musical entre blues, balada y country.
Con respecto al trabajo discográfico, es muy similar a sus trabajos anteriores. Sin embargo, en esta producción, no se contó con Mike Rodríguez, exmúsico y director de la banda debido a proyectos personales por parte de este, por los que deja la banda. Además, Daniel Fraire colabora en composición y arreglos antes de su salida de la banda.
El álbum está compuesto exclusivamente por canciones inéditas, tales como «Se quedó conmigo», «Que seas mi hogar» y «El anhelo de mi voz». Además, las canciones «Una casa vacía» y «Cómplices» fueron dedicadas a su esposa, Pecos. El álbum fue nominado a los Grammy Latinos en la categoría de "mejor álbum cristiano (en español)".

## Lista de canciones
Todas las canciones escritas por Jesús Adrián Romero, excepto donde se indique:

| N.º            | Título                                | Escritor(es)                          | Duración |  |
| 1.             | «Mundo interior»                      |                                       | 3:19     |  |
| 2.             | «Se quedó conmigo»                    |                                       | 4:08     |  |
| 3.             | «Olvidé cuidar mi huerto»             | Jesús Adrián Romero, Daniel Fraire    | 3:47     |  |
| 4.             | «Una casa vacía»                      |                                       | 2:48     |  |
| 5.             | «El anhelo de mi voz»                 |                                       | 3:54     |  |
| 6.             | «Llévame a la montaña»                |                                       | 4:16     |  |
| 7.             | «Que seas mi hogar» (con Reyli Barba) | Jesús Adrián Romero, Daniel Fraire    | 3:29     |  |
| 8.             | «Cómplices»                           | Jesús Adrián Romero, Daniel Fraire    | 2:55     |  |
| 9.             | «Mi fe se gastó»                      |                                       | 3:49     |  |
| 10.            | «Estar a tus pies»                    |                                       | 3:21     |  |
| 11.            | «Ahora vuelvo»                        | Jesús Adrián Romero, Adrián R. Romero | 3:41     |  |
| 12.            | «Duele el eco»                        |                                       | 3:21     |  |
| 42 min. aprox. |                                       |                                       |          |  |